# Pavel Mihelčič
Pavel Mihelčič, slovenski skladatelj, glasbeni kritik in pedagog, * 8. november 1937, Novo mesto.

## Življenjepis
Na Akademiji za glasbo v Ljubljani je študij kompozicije zaključil leta 1963, podiplomski študij na isti ustanovi pri skladatelju Matiji Bravničarju leta 1967. Mihelčičeve skladbe povečini nosijo programske naslove: Stop Time, Timber Line, Blow up, Double Break, Free Lancing, Metulj, Bridge, Slike, ki izginjajo, Prizori iz Bele krajine, Sen prve mladosti, Central Park in the Dark, Unanswered question, Srce in druge. Komponira za raznovrstne zasedbe, mnoge skladbe pa so prežete z ljudsko motiviko. 
V slovenskem prostoru je priznan tudi kot glasbeni kritik, pedagog in organizator koncertnih dogodkov (festival Musica Danubiana / UNICUM), vodja sekcije ISCM za društvo slovenskih skladateljev, predsednik nadzornega odbora SAZAS. Bil je dolgoletni urednik oddaj resne glasbe na Radiu Slovenija. Od leta 2001 do upokojitve je bil dekan Akademije za glasbo v Ljubljani. Po njej je bil imenovan za zaslužnega profesorja Univerze v Ljubljani. 